# CS Hammam-Lif
Club Sportif de Hammam-Lif (ar. النادي الرياضي لحمام الأنف) – tunezyski klub piłkarski grający w pierwszej lidze, mający siedzibę w mieście Hammam al-Anf.

## Historia
Klub został założony w 1944 roku. W latach 1952, 1954, 1955 i 1956, czyli przed uzyskaniem przez Tunezję niepodległości, klub wywalczył cztery tytuły mistrza Tunezji. W swojej historii dziewięciokrotnie zdobywał Puchar Tunezji, z czego siedmiokrotnie przed uzyskaniem niepodległości. W 1986 roku CS-Hammam-Lif dotarł do półfinału Pucharu Zdobywców Pucharów. Odpadł z niego po dwumeczu z gabońskim AS Sogara (0:0, 0:3).

## Stadion
Domowe mecze klub rozgrywa na stadionie o nazwie Stade Bou Kornine w Hammam al-Anf, który może pomieścić 8000 widzów.

## Sukcesy
- Championnat la Ligue Professionnelle 1: 4

1952¹, 1954¹, 1955¹, 1956
- Puchar Prezydenta Tunezji: 9

1947¹, 1948¹, 1949¹, 1950¹, 1951¹, 1954¹, 1955¹, 1985, 2001
- Puchar Ligi: 0

finalista: 2007
- Superpuchar Tunezji: 1

1985
finalista: 2001
¹przed uzyskaniem niepodległości przez Tunezję

## Występy w afrykańskich pucharach
| Sezon | Rozgrywki                 | Runda       | Kraj    | Klub            | Dom | Wyjazd | Dwumecz         |
| ----- | ------------------------- | ----------- | ------- | --------------- | --- | ------ | --------------- |
| 1986  | Puchar Zdobywców Pucharów | 2           | Senegal | ASC Diaraf      | 1–0 | 0–2    | 2–2             |
| 1986  | Puchar Zdobywców Pucharów | ćwierćfinał | Maroko  | Difaâ El Jadida | 0–0 | 0–0    | 0–0 (4–3 karne) |
| 1986  | Puchar Zdobywców Pucharów | półfinał    | Gabon   | AS Sogara       | 0–0 | 0–3    | 0–3             |
| 2002  | Puchar Zdobywców Pucharów | 1           |         | Polisi SC       | 7–0 | 2–0    | 9–0             |
| 2002  | Puchar Zdobywców Pucharów | 2           | Sudan   | Al Mawrada      | 0–1 | 0–2    | 0–3             |

## Reprezentanci kraju grający w klubie
Stan na lipiec 2016.
| - Belhassen Aloui - Walid Azaïez - Lamine Ben Aziza - Raouf Ben Aziza - Aniz Ben Chouikha - Mehdi Ben Dhifallah - Radhouane Ben Ouanes - Yamen Ben Zekri - Noureddine Bousnina - Moïne Chaâbani - Sirajeddine Chihi - Chamseddine Dhaouadi - Mohamed Ali Ghariani - Maher Haddad - Ahmed Hammi - Ahmed Harrane - Seifallah Hosni - Ahmed Jaouachi - Seifeddine Jaziri - Salema Kasdaoui - Saber Khelifa - Sami Lâaroussi - Témime Lahzami - Amine Ltaïef | - Hamdi Marzouki - Arbi Mejri - Sofiane Melliti - Hakim Nouira - Chaker Reguiî - Mohamed Ali Slama - Ramzi Toujani - Walid Yaken - Naoufel Yazidi - Tarek Ziadi - Ali Zitouni - Mohamed Zouabi - Abdelaziz Ben Tifour - Issiaga Soumah - Moataz Ben Amer - Ihaab Boussefi - Hamad Haneesh - Yacouba Diarra - Ismaël Diakité - Issoufou Boubacar - Izu Azuka - Ibrahima Diandy - Louis Gomis |

## Skład na sezon 2016/2017
| Nr | Poz. | Piłkarz              |
| -- | ---- | -------------------- |
| 1  | BR   | Hamza Behi           |
| 6  | PO   | Seifallah Meskini    |
| 8  | PO   | Mahmoud Laadhibi     |
| 9  | NA   | Mehdi Ben Dhifallah  |
| 10 | PO   | Omar Zekri           |
| 11 | NA   | Omar Ben Ammar       |
| 12 | OB   | Fares Meskini        |
| 13 | PO   | Zied Ziadi           |
| 14 | NA   | Issaka Abudu Diarra  |
| 15 | OB   | Omar Saddi           |
| 16 | BR   | Arbi Mejri           |
| 18 | PO   | Maher Ben Abdelkader |
| 19 | OB   | Mohamed Amine Sfaxi  |
| 21 | OB   | Mehrez Ben Rajeh     |

| Nr | Poz. | Piłkarz              |
| -- | ---- | -------------------- |
| 25 | PO   | Ibrahima Camara      |
| 28 | PO   | Maher Ben Seghaier   |
| 29 | OB   | Amine Mhadhebi       |
| 32 | OB   | Wissam Bousnina      |
| -  | BR   | Bilel Houaoui        |
| -  | OB   | Houssem Abdelli      |
| -  | PO   | Helmi Ben Ammar      |
| -  | PO   | Malek Jammel         |
| -  | PO   | Khaireddine Kanzari  |
| -  | PO   | Seifeddine Kanzari   |
| -  | PO   | Mohamed Ali Mhadhebi |
| -  | NA   | Firas Issaoui        |
| -  | NA   | Hassan Mbarek        |

## Trenerzy klubu
| - Bill Berry (1 lipca 1955 – 30 czerwca 1956) - Louis Pinat (1963–65) - Edmond Delfour (1965–69) - Ludwig Dupal (1969–70) - Jamel Eddine Bouabsa (1974–76) - Mokhtar Tlili (1976–78) - Jamel Eddine Bouabsa (1981–82) - Andrej Prean Nagy (1986–87) - Ahmed Dhib (1990–91) - Habib Mejri (1991–93), (1994–95) - Ammar Souayah (1999–01) - Khaled Hosni & Nizar Khanfir (2004–05) - Habib Mejri (2005–06) - Khemais Labidi, Nizar Khanfir & Ridha Akacha (2006–07) - Ridha Akacha & Habib Mejri (2007–08) - Ridha Akacha & Fethi Laabidi (19 listopada 2008 – 1 listopada 2009) | - Gérard Buscher (1 listopada 2009 – 30 czerwca 2010) - Dragan Cvetković (1 lipca 2010 – 15 sierpnia 2011) - Nabil Tasco (13 września 2011 – 25 grudnia 2011) - Christian Sarramagna (28 grudnia 2011 – 20 czerwca 2012) - Fethi Laabidi (21 czerwca 2012 – 27 sierpnia 2012) - Habib Mejri (28 września 2012 – 19 listopada 2012) - Dragan Cvetković (20 listopada 2012 – 30 czerwca 2013) - Ferid Ben Belgacem (1 lipca 2013 – 1 grudnia 2013) - Noureddine Bousnina (2 grudnia 2013 – 22 grudnia 2013) - Fethi Laabidi (25 lutego 2014 – 23 marca 2012) - Gérard Buscher (24 marca 2014 – 30 czerwca 2015) - Mouine Chaabani (1 lipca 2015 – 30 czerwca 2016) - Gérard Buscher (19 lipca 2016 –) |